# 郡代
郡代（ぐんだい）とは室町時代から江戸時代にかけての幕府・諸藩に置かれた職名。郡奉行（こおりぶぎょう）とも。時代によって厳密な意味合いは異なるが、一般には、その土地の領主に代わって徴税・司法・軍事等の職務を、郡といった広い単位で担当した地方行政官、すなわち郡単位の代官（郡奉行なら奉行）のことを指す。

## 室町・戦国期の「郡代」
中世の郡代は鎌倉時代に郡を単位として軍事・警察権を行使していた守護代（在京守護が現地に派遣した代官）が室町時代に入り、租税関係（年貢の徴収）も行うようになったことに始まる。一般的には守護代の支配を受けて郡単位で支配した代官を郡代・郡奉行と呼んでいたが、守護代そのものを郡代・郡奉行と呼ぶ場合もある。支配地域は1〜2郡であった。
戦国期には守護をはじめとする地域勢力が一国以上の領域を支配する戦国大名が出現し、戦国大名の領国は本国と新規に獲得した分国により形成された。戦国大名の領域支配は、東国においては相模国の後北条氏や甲斐国の武田氏において「郡代」の存在が確認され、後北条領国においては「郡」単位で公事収取が行われ、やがて群代支配が支城制に展開していく過程が指摘されている。
一方で、戦国大名の支配領域は一様ではなく本国と分国の地域的背景や自立的な国衆の存在、支配領域となった時期の差異などにより多様性があり、郡司支配や支城制による均一支配でなかった点も指摘され、後北条領国においては公事賦課・収取のための地域区分である「郡」のほか知行単位としての「領」が存在し、「領」単位で軍事指揮権を司る城代が郡代の権限を兼任していたことも指摘されている。
武田領国においては後北条領国と同様に城代が郡代を兼任し諸役賦課・収取権と軍事指揮権を兼ねていることが指摘され、一方で郡代（城代）は郡域全体を掌握しておらず支城領の管轄外地域におついては郡担当の奉者が存在していたと考えられている。一方で、武田領国においては地域支配に複数の奉者が関与している点から「郡代」・郡担当奉行の存在を否定する指摘も見られる。
『甲陽軍鑑』においては「郡代」の記述が見られるが、文書上においては武田領国の初期形成過程において城将を兼ねた「郡司」の存在が確認され、その位置づけが検討されている。

## 江戸時代
江戸時代に、幕府および諸藩に置かれた役職で比較的広域の幕府領を支配する代官のことをいう。江戸中期以降は関東郡代・美濃郡代・西国筋郡代・飛騨郡代。

### 江戸幕府
江戸時代初期には上方、尼崎、三河、丹波、河内などほぼ1国単位に郡代が置かれた。寛永19年（1642年）勘定頭制の施行に伴い、郡代・代官はその管轄下に置かれた。
江戸時代中期以降は、関東・美濃・西国・飛騨の4郡代となった。郡代は、身分・格式が代官よりも上であるが、職務内容については代官とほぼ同じであった。また、近年の研究では関東郡代の設置は寛政4年（1792年）のことであり、それ以前に伊奈氏が就いていたとされる「関東郡代」は「関東代官」であった伊奈氏による自称に過ぎなかったことが明らかにされている。なお、江戸幕府初期には老中支配の郡代官が設置されて郡代とほぼ同様の職掌を扱ったが、寛文8年（1668年）に廃止されている。

### 諸藩
諸藩でも直轄地支配を行うため郡代あるいは郡奉行を置いている場合もあるが、郡奉行のみで郡代を置かない場合が多い。後述のように郡奉行にあたる職を郡役と呼ぶ藩もあった。また、郡代あるいは郡奉行の配下には代官がいることが多かった。

#### 諸藩の郡代
米沢藩では上杉重定治下で森利真が郡奉行を置いた。後に郡奉行を廃止し、郡代を置いたが、森暗殺後に郡代は廃止され、郡奉行が復活した。

#### 諸藩の郡奉行
郡奉行は郡方または郡役所に属し、家老の統括を受け、代官を支配する場合が多い。柳河藩（11万9,000石）では奉行職（後の中老）との混同を避けるためか郡役と呼称している。
郡奉行の人員は会津松平家時代の会津藩（23万石）で4人、戸田家時代の大垣藩（10万石）で4人、越後長岡藩（7万4,000石）で3人、備後福山藩(10万石)で3人であった。

#### 著名な諸藩の郡代・郡奉行経験者
- 東郷重方（薩摩藩。同藩初代郡奉行の一人）
- 宇留野勝明（久保田藩。同藩初代郡奉行の一人）
- 森利真（平右衛門・米沢藩）
- 中安盛乗（久保田藩）
- 玉木文之進（長州藩）
- 河井継之助（越後長岡藩）
- 藤田東湖（水戸藩）
- 安井政章（川越藩）
- 山田三川（安中藩）